# لدنر (بریتیش کلمبیا)
لدنر، بریتیش کلمبیا (انگلیسی: Ladner, British Columbia) بخشی از شهر دلتا، بریتیش کلمبیا، کانادا، و حومه ونکوور، بریتیش کلمبیا است. این روستا به عنوان یک روستای ماهیگیری در ساحل رود فریزر ایجاد شده‌است.